# Dryomys
Dryomys is een geslacht van knaagdieren uit de familie van de slaapmuizen (Gliridae). De wetenschappelijke naam van het geslacht werd in 1906 gepubliceerd door Oldfield Thomas.

## Soorten
Er worden 3 soorten in dit geslacht geplaatst:
- Dryomys laniger Felten & Storch, 1968
- Dryomys niethammeri Holden, 1996
- Dryomys nitedula Pallas, 1778 – Bosslaapmuis